# تفريغ هالي

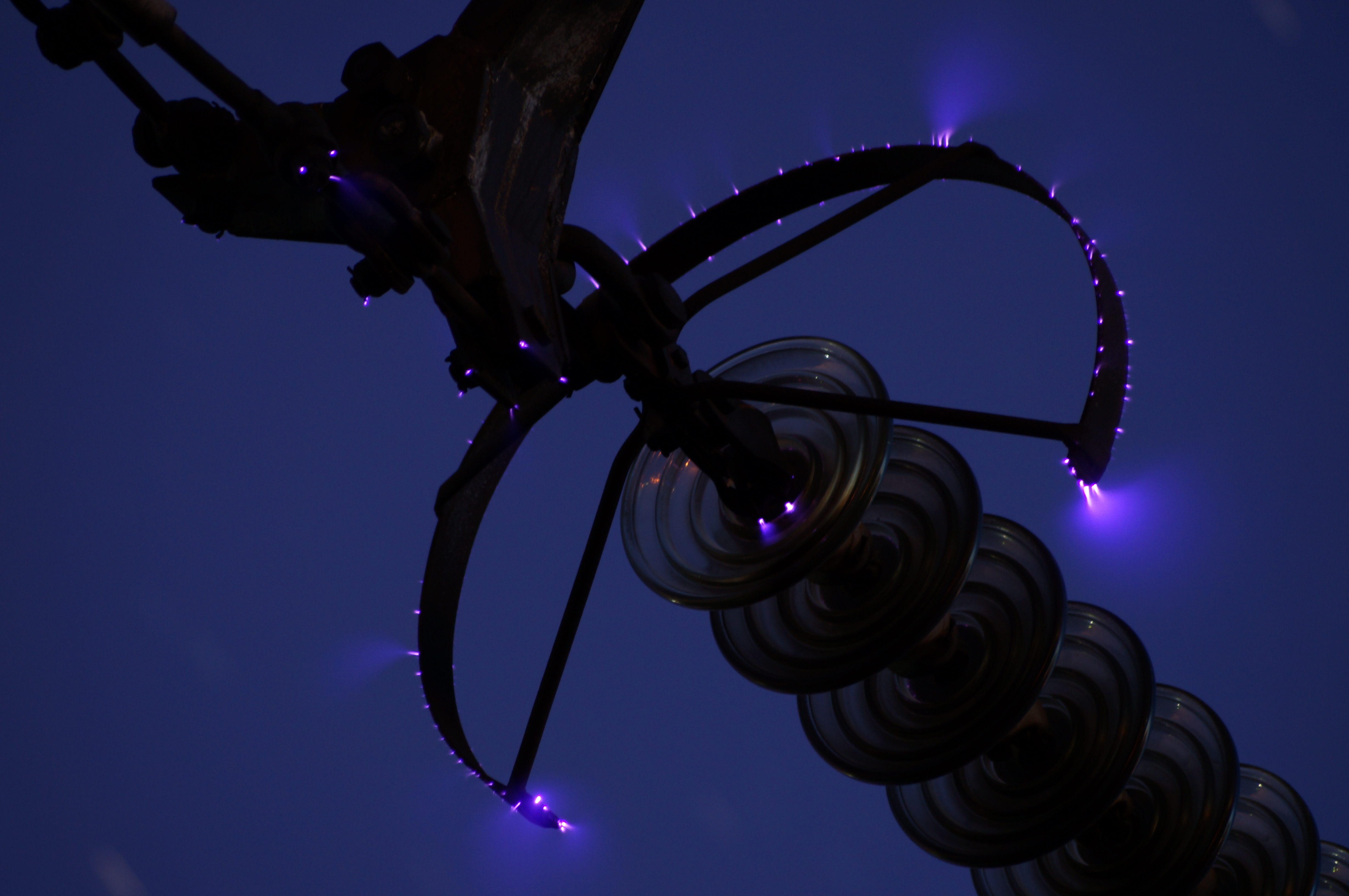
ظاهرة التفريغ الهالي على عازل برج ضغط 500 كيلوفولت.

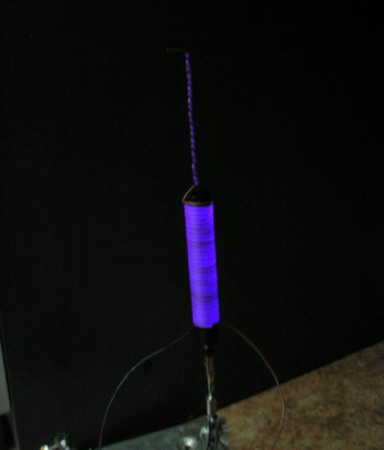
ظاهرة التفريغ الهالي على ملف جهد عالي.

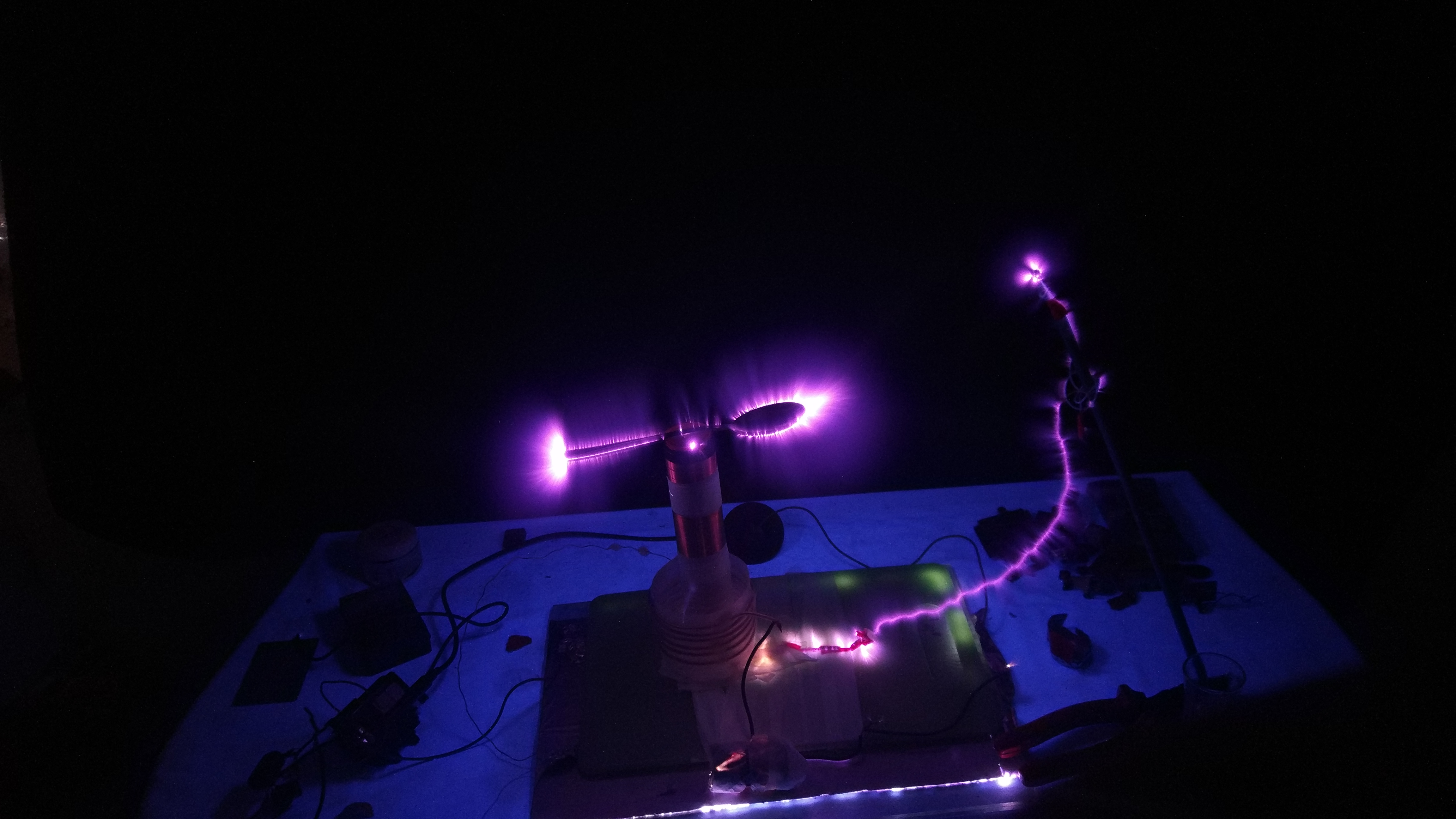
ظاهرة التفريغ الهالي على معلقة متصلة بملفات تسلا.

التفريغ الهالي (ملاحظة 1) هي ظاهرة تظهر في خطوط الجهد المرتفع (النواقل الهوائيه) نتيجة لتأين الهواء المحيط بهذه الخطوط وذلك نتيجة لوجود مجال كهربائي غير منتظم في هذه الخطوط، وتكون على شكل هالة بنفسجية تحيط في هذه الخطوط مع وجود صوت ازيز وتؤثر سلبا على نظام القوى حيث انها تزيد من فقد القدرة.
تتأثر هذه الظاهرة بعدة عوامل منها:
1. شكل الموصل، حيث ان خشونة سطح الموصل تؤدي إلى زيادة المجال الكهربائي غير المنتظم.
2. تتأثر بالرطوبة حيث ان الرطوبة العالية التي تحيط بالخطوط توفر وسطا ملائما لسير الالكترونات.
3. المسافة بين الموصلات المتجاوره.

يمكن التقليل من هذه الظاهرة عن طريق تقسيم الموصل الواحد إلى عدة موصلات وعمل دائرة قصر بينهم ومن خلال تنعيم اسطح الموصلات.

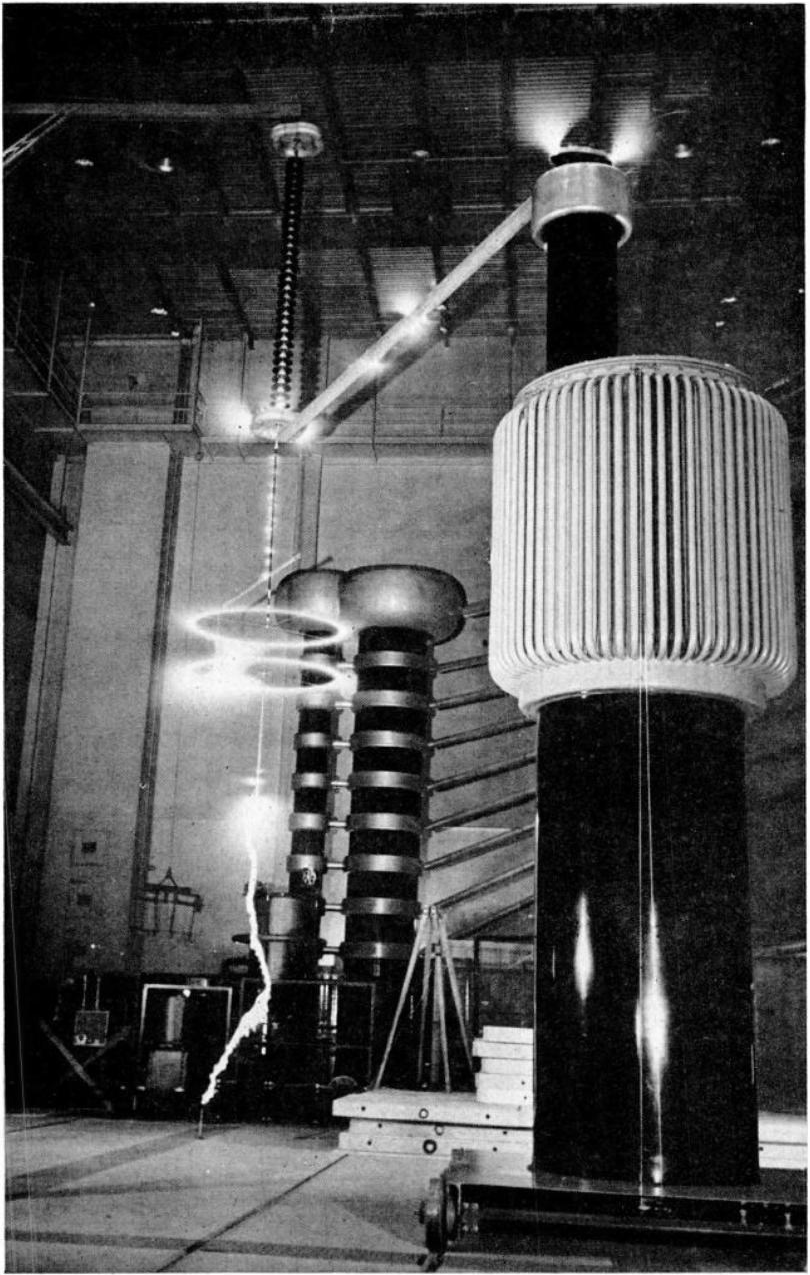
ظاهرة التفريغ الهالي حول موصلات محول 1.05 مليون فولت. التجربة من مختبر نيست الأمريكي، عام 1941

## التطبيقات
يمكن استخدام ظاهرة التفريغ الهالي في العديد من التطبيقات التجارية والصناعية مثل:
- إزالة الشحنات غير المرغوب فيها من سطح طائرة ما أثناء التحليق وبذلك تجنت حدوث الأثار الجانبية لتأين الأنظمة.
- صناعة غاز الأوزون.
- تعقيم مياة أحواض السباحة.
- في الترسيب الإلكتروستاتيكي، في إزالة الملوثات الصلبة الموجودة في العوادم الغازية، تنقية الجسيمات الصلبة في أنظمة التكييف.
- التصوير.
- تأين الهواء.
- إنتاج فوتونات اللازمة لتصوير كيرليان الفوتوغرافي لتحميض الفيلم.
- قواطع EHD، الرافعات، غيرها من أجهزة الرياح الأيونية.
- ليزر النيتروجين.
- تأين العينة الغازية قبل استخدامها في مطياف الكتلة.

يمكن استخدام ظاهرة التفريغ الهالي في توليد سطوح مشحونة، أساس عمل النسخ الكهروستاتيكي (النسخ الفوتوغرافي).

## المشاكل

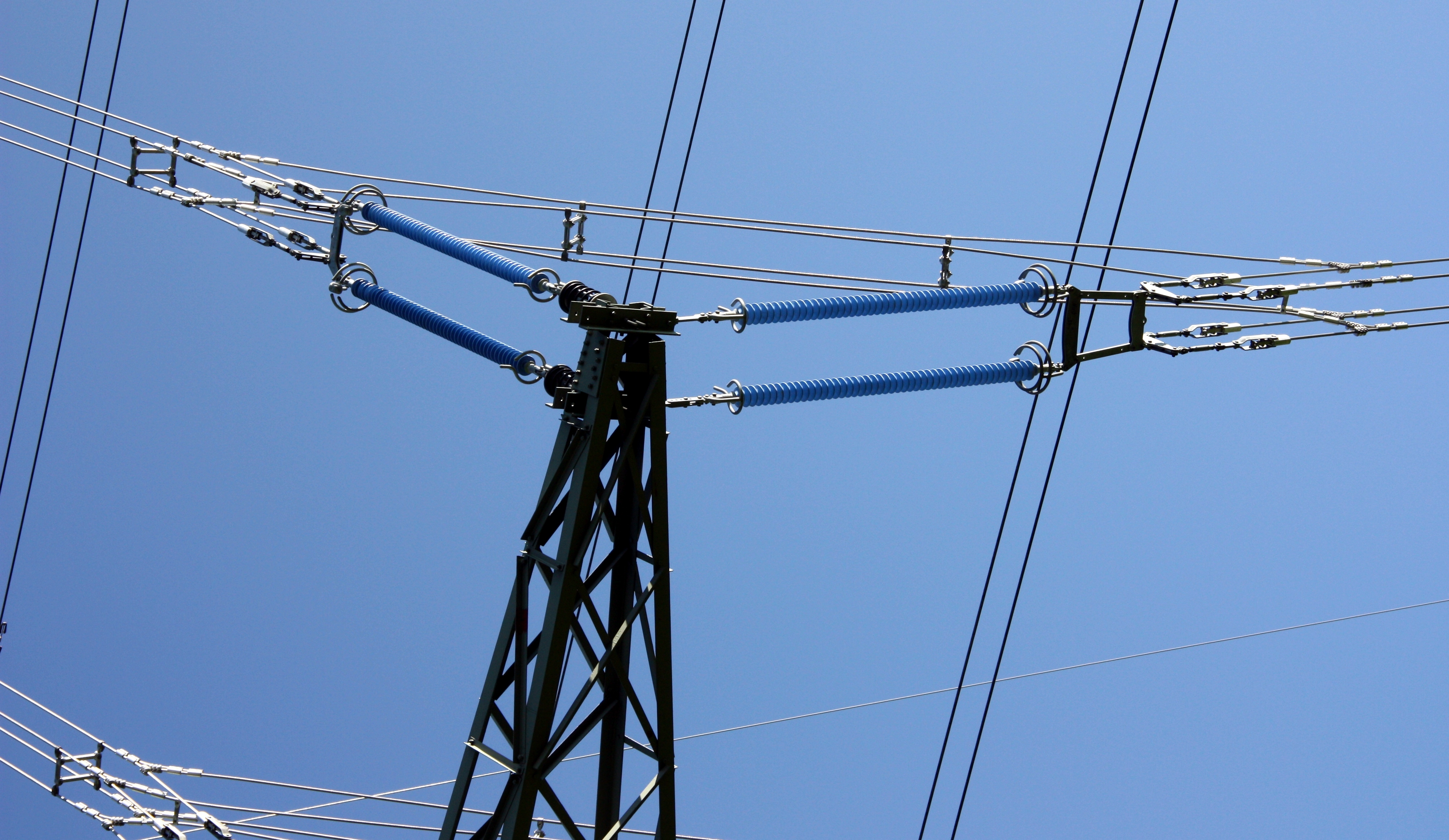
حلقات إكليلية على خط نقل جهد 380 كيلو فولت

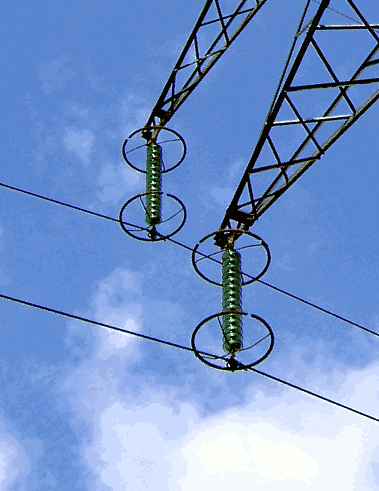
حلقات إكليلية على سلسلة عوازل مركبة على خط نقل جهد 225 كيلو فولت في فرنسا

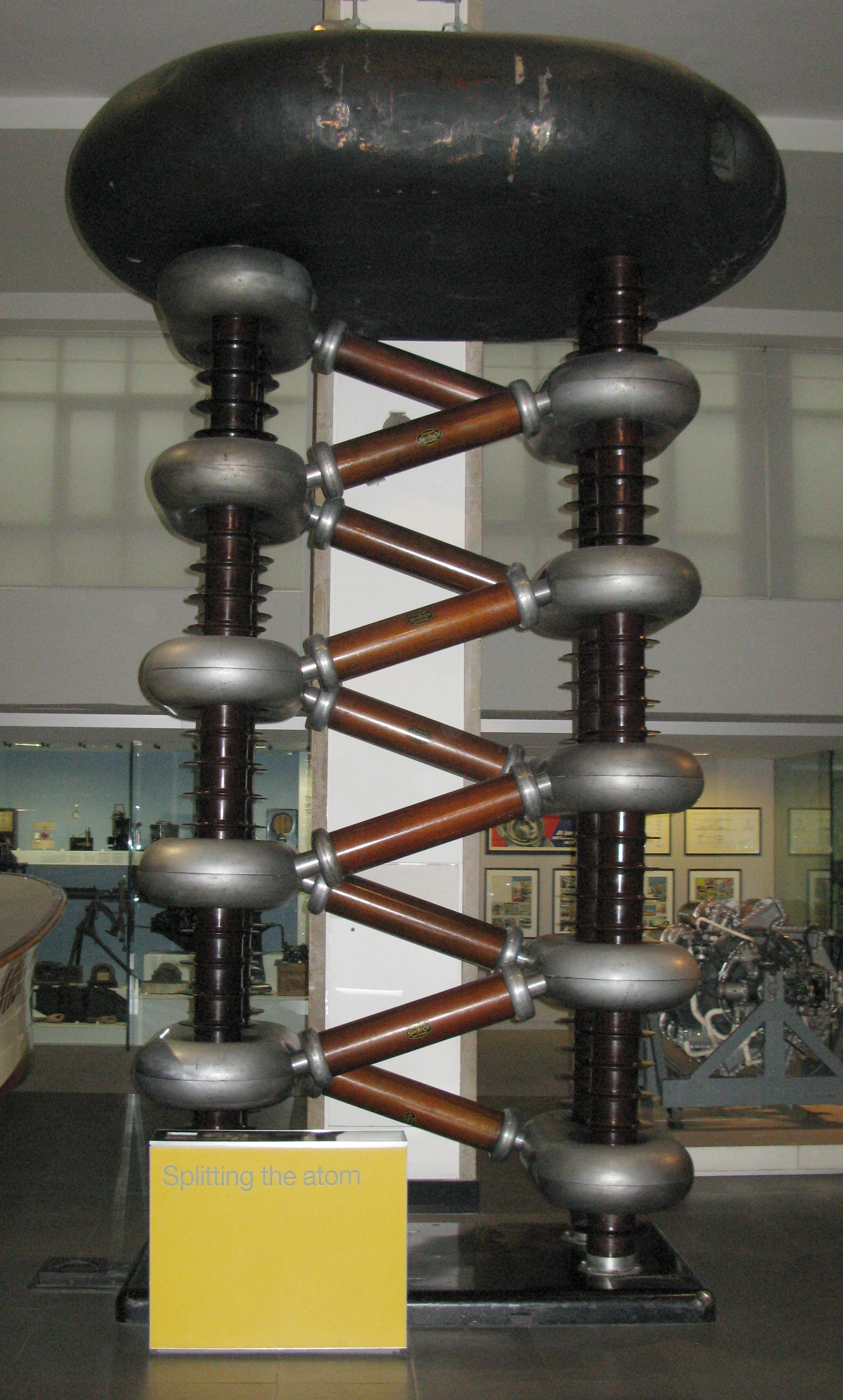
مضاعف جهد كوككروفت-والتون الذي كان جزءاً من أوائل أجيال مسرعات الجزيئات المسؤولة عن تطوير القنبلة الذرية. بني سنة 1937 من قبل شركة فيليبس في آيندهوفن ويحفظ الآن في متحف العلوم في لندن في إنجلترا. لاحظ الحلقات الإكليلية الفضية حول العوازل.

تتسبب ظاهرة التفريغ الهالي في توليد ضوضاء مسموعة وترددات راديو، خاصة بالقرب من خطوط نقل الطاقة الكهربائية، كما تتسبب في إهدار الكثير من القدرة الكهربية، ولها تأثير ضار على خطوط التليفونات حيث يحدث تداخل بينهما. لذلك، يتم مراعاة هذه الظاهرة عند تصميم معدات وأبراج نقل الطاقة لتقليل هذه الظاهرة.
بشكل أعم لا يفضل تواجد الظاهرة في عمليات:
- نقل الطاقة الكهربية، حيث تسبب:
  - فقدان القدرة.
  - ضوضاء.
  - تداخل كهرومغناطيسي.
  - توهج بنفسجي.
  - توليد غاز الأوزون.
  - تدمير العازل.
- تأثير ضار على الحيوانات الحساسة تجاه الأشعة فوق البنفسجية.
- تأثير ضار على مكونات الشبكة الكهربائية مثل المحولات، المكثفات، المحركات والمولدات الكهربائية حيث:
- قد تؤدي إلى تلف العوازل وعند حدوثها باستمرار قد تؤدي إلى تدمير الألة.
- المواد المرنة مثل الحلقات المستديرة يمكن أن تتضرر من غاز الأوزون.
- لها تأثير ضار على المعادن.[2]

لتجنب ذلك يتم تركيب حلقات إكليلية، هي حلقات تعمل على توزيع المجال الكهربائي في مساحة أكبر وبالتالي تفادي حدوثها.

## هوامش
- ملاحظة 1 مرادفات: تفريغ هالي [3] أو تفريغ إكليلي أو تفريغ كورونا [4]